# Panglao (Bohol)
Panglao ist eine philippinische Stadtgemeinde in der Provinz Bohol. Sie ist neben Dauis eine von zwei Gemeinden auf der gleichnamigen Insel Panglao, hat 33.553 Einwohner (Zensus 1. August 2015) und ist die südlichste Gemeinde Bohols.
Der Name Panglao geht auf die Spanier zurück, die den Ort nach dem Wort mapanglao benannten, was im einheimischen Dialekt so viel wie einsamer Ort bedeutete. Nach der Schlacht von Mactan im Jahr 1521, bei der ihr Anführer Ferdinand Magellan ums Leben kam, suchten die verbliebenen Spanier Zuflucht auf der Insel Panglao. Da auf Mactan 27 Spanier umkamen und die Mannschaft nun zu klein war, um alle drei großen Schiffe zu bedienen, verbrannten die Spanier vor der Küste Panglaos die Concepción, bevor sie anschließend mit den verbliebenen beiden Schiffen in Richtung Borneo weitersegelten.

## Barangays
Panglao ist politisch in zehn Barangays unterteilt.
| - Bil-isan - Bolod - Danao - Doljo - Libaong | - Looc - Lourdes - Poblacion - Tangnan - Tawala |

## Sehenswürdigkeiten

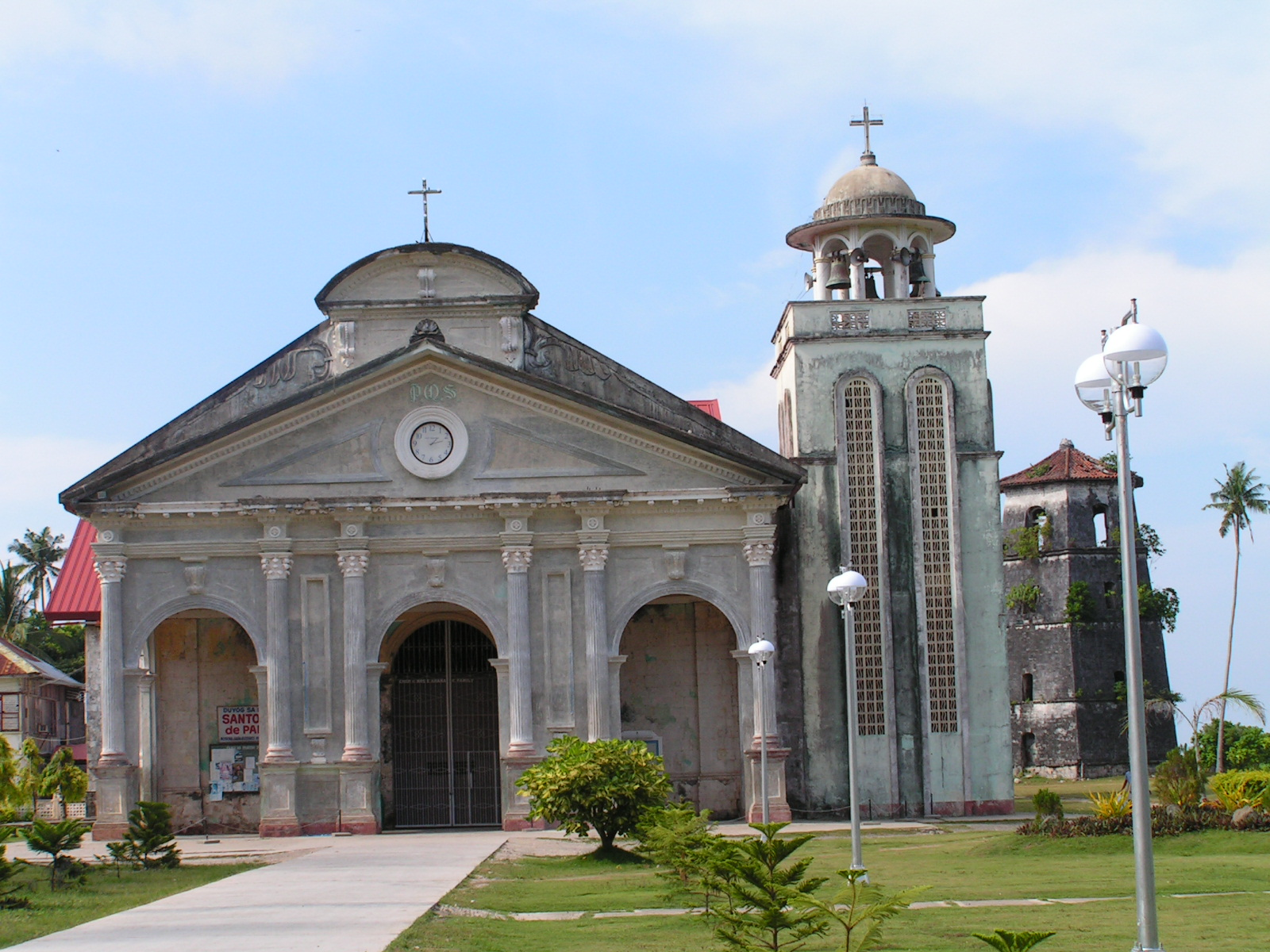
St.-Augustin-Kirche

Hauptanziehungspunkte in Panglao sind die weißen Sandstrände entlang der Küste. Hier finden sich zahlreiche Hotelanlagen und Beach-Resorts wie Alona Beach, Bohol Beach Club, Danao Beach, Dumaluan Beach, und andere. Die Strände von Panglao werden auch unter anderem als Ausgangspunkt für Bootstouren genutzt, etwa nach Virgin Island oder Balicasag, und sind auch bei Tauchern sehr beliebt.
Im Jahr 1894 begonnen, zog sich der Bau der St.-Augustin-Kirche über viele Jahre hin. Am 31. August 1924 wurde die Kirche, noch immer nicht komplett fertiggestellt, offiziell eingeweiht. Der an der Kirche befindliche Säulenvorbau und der Glockenturm wurden erst später hinzugefügt, passen sich aber architektonisch dem ursprünglichen Charakter der Kirche an.
Auf der Rückseite der Kirche zur See hingewandt befindet sich ein alter spanischer Wachturm.

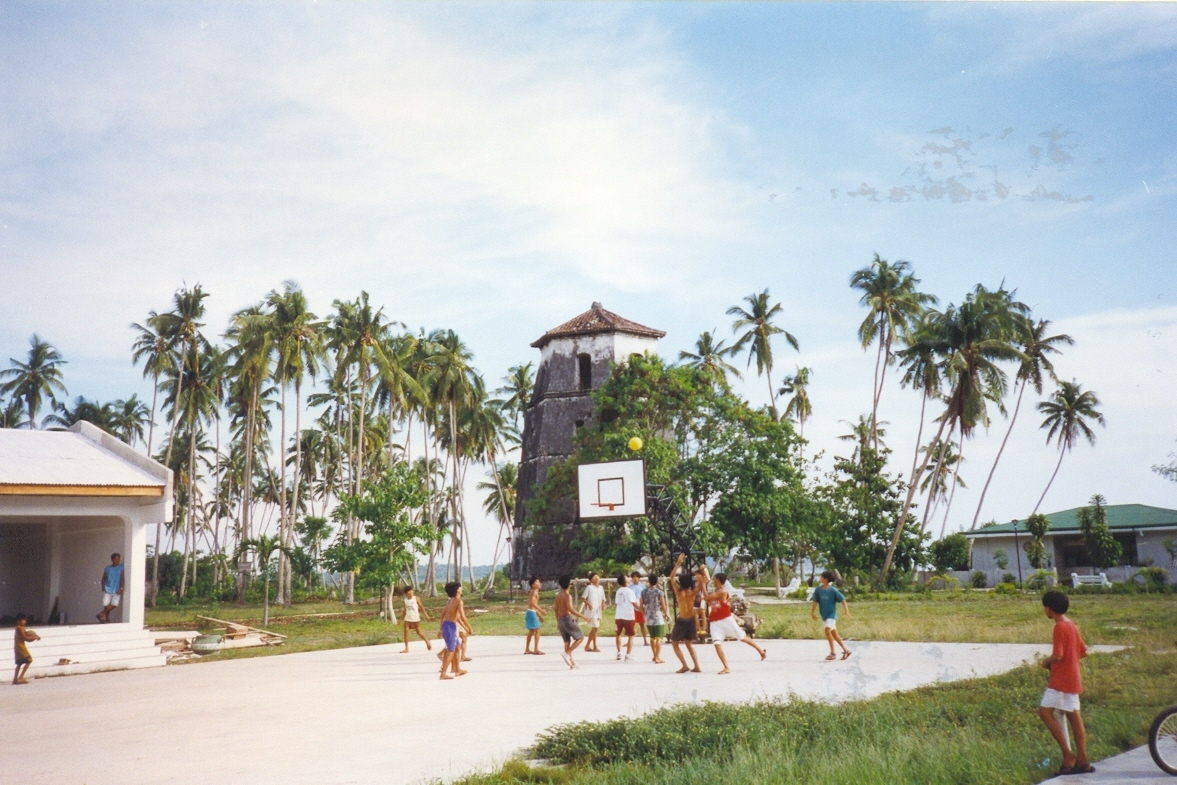
Basketball spielende Kinder in Panglao, Bohol
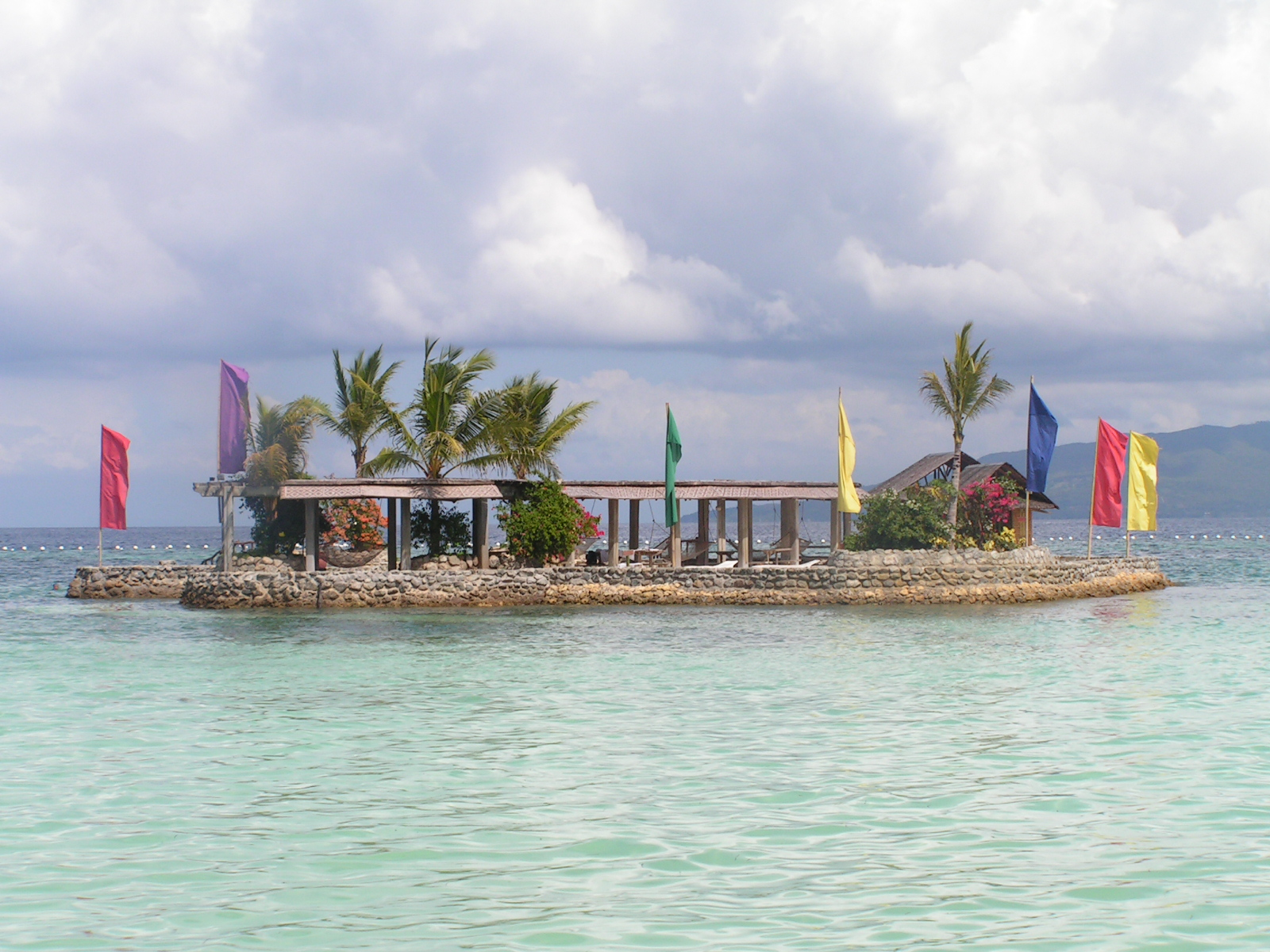
Panglao Island Nature Resort
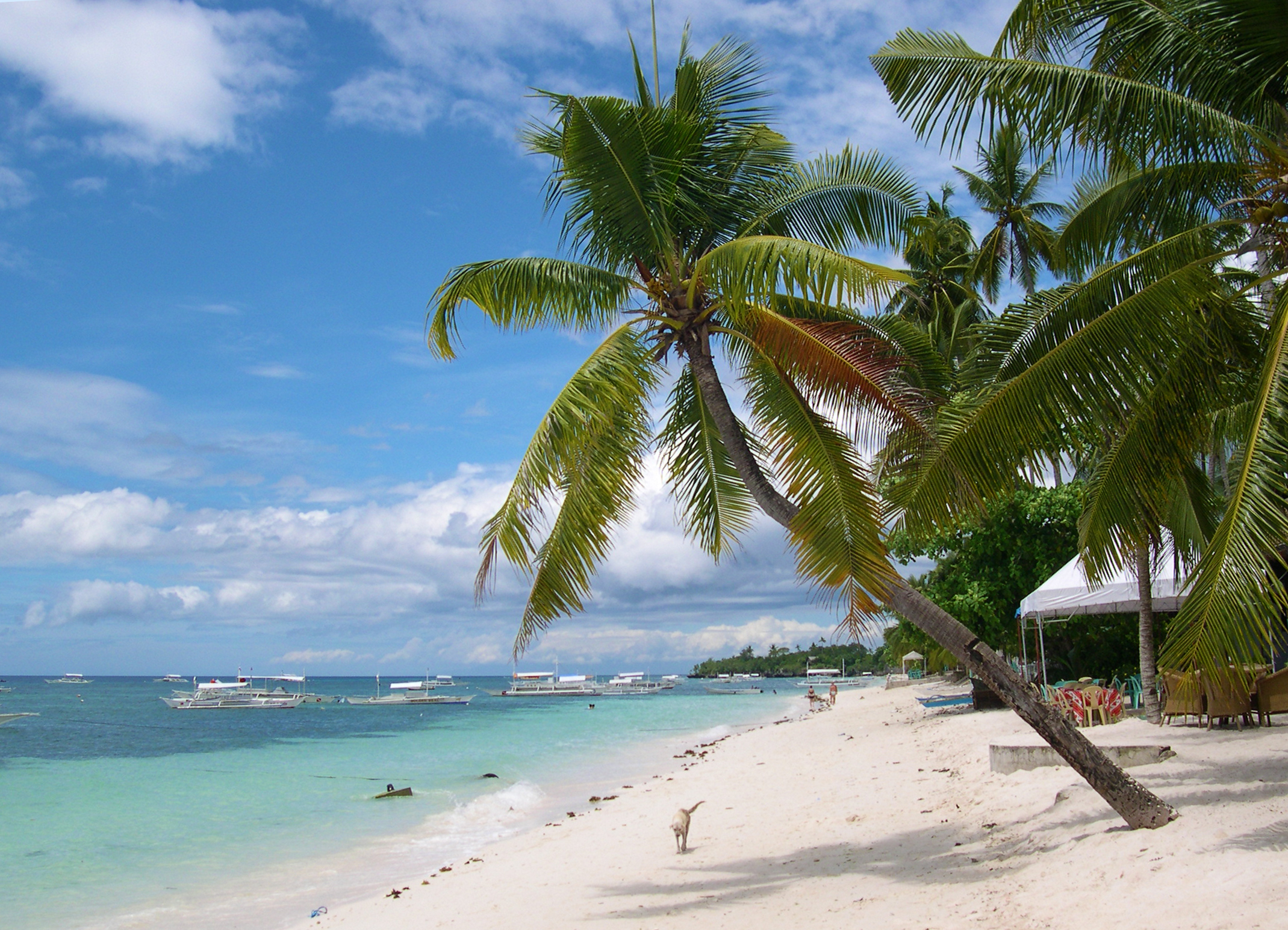
Alona Beach, Panglao
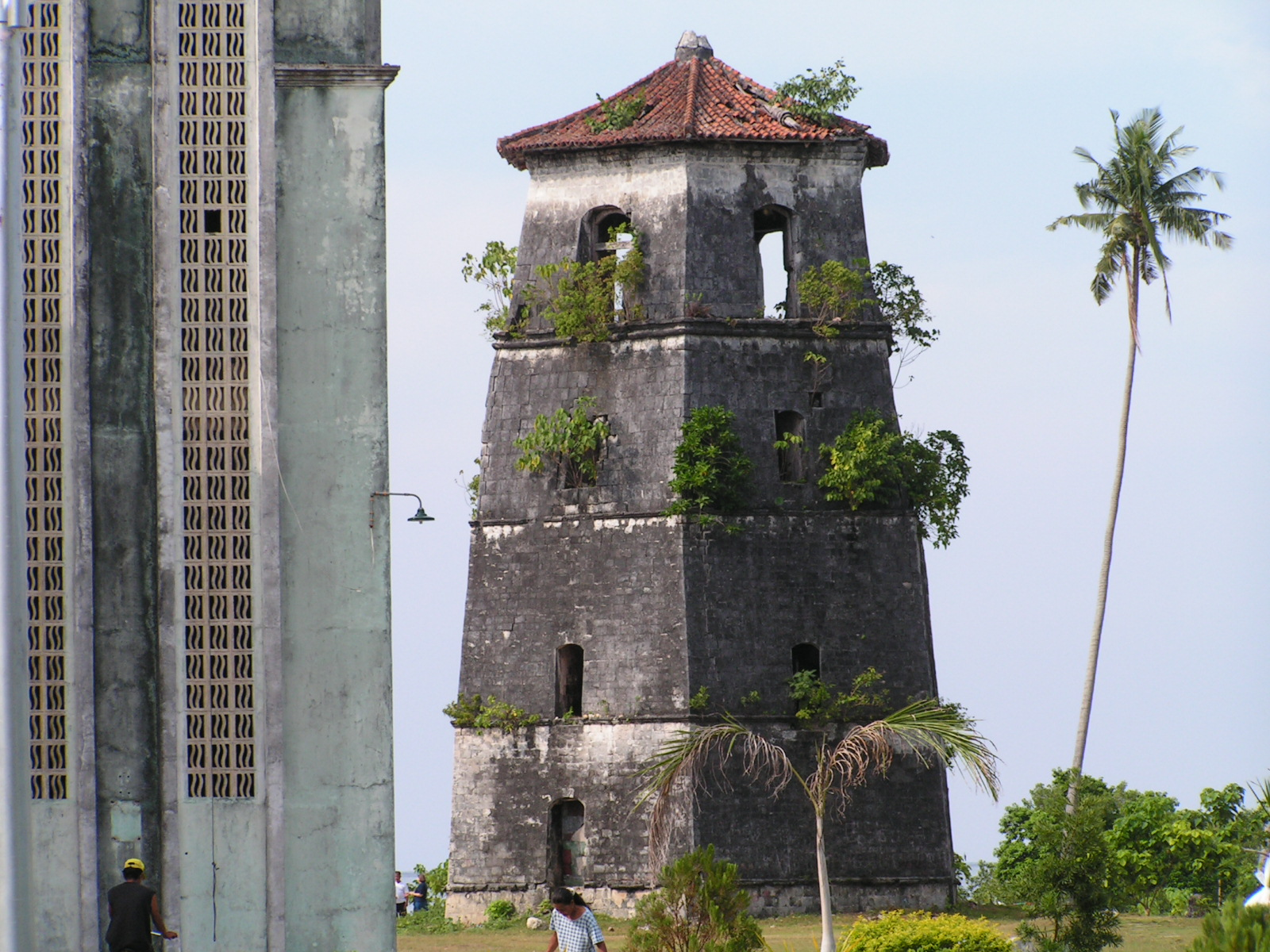
Alter Wachturm von Panglao